# Glaphyrolytta
Glaphyrolytta là một chi bọ cánh cứng trong họ Meloidae.
Chi này được miêu tả khoa học năm 1958 bởi Martinez.

## Các loài
Chi này gồm các loài:
- Glaphyrolytta viridipennis (Burmeister, 1865)